# Municipio Cristóbal Rojas
{{Ficha de entidad subnacional
| nombre original = Cristóbal Rojas
| unidad = Municipio
| mapa = Venezuela - Miranda - Cristóbal Rojas.svg
| tamaño_mapa = 250px
| capital = Charallave
| tipo_superior_1 = Estado
| superior_1 =  Miranda
| tipo_div_1 = Parroquias
| div_1 = 2
| dirigentes_títulos = Alcalde
| dirigentes_nombres = jose silva ([[Partido Socialista Unido de Venezuela (unidad)
| fundación = 10 de octubre de 1988
| clima = 27 °C
| población = 157.409
| población_año = 2016
| población_post = 
| superficie = 120
| superficie_post = 
| gentilicio = 
| página web = cristobalrojas-miranda.gob.ve/portal-alcaldias/
| nombre = 
| país = Venezuela
| imagen = 
}}
Cristóbal Rojas es uno de los 21 municipios que integran el Estado Miranda, Venezuela. Posee una superficie de 120 km² y según el INE su población para 2016 es de 157 409 habitantes. Su capital es la ciudad de Charallave. El municipio debe su nombre al pintor Cristóbal Rojas. Entre sus principales centros poblados destacan Brisas del Tuy, Caiza, La Ceiba, Pitahaya, Tierra Blanca y Los Anaucos.
El sector industrial y el agrícola son la base de la economía de este municipio.
El Municipio Cristóbal Rojas se encuentra ubicado en la región de los Valles del Tuy muy cercano con Caracas lo cual hace que se encuentren importantes infraestructuras de transporte como el Aeropuerto de Caracas (Oscar Machado Zuloaga) y el Sistema Ferroviario Ezequiel Zamora.

## Historia
La historia se remonta al año 1873, cuando se instaló en Charallave una Junta Comunal de Fomento Municipal, adscrita al entonces Distrito Guzmán Blanco, como parte de los primeros esfuerzos de organización local durante el período postindependentista.
Posteriormente, el distrito adoptó el nombre de Cristóbal Rojas, en honor al destacado pintor venezolano del siglo xix. Sin embargo, no fue sino hasta el 10 de octubre de 1988 cuando se constituyó oficialmente como municipio autónomo, en el marco de la reforma nacional del régimen municipal que impulsó la descentralización político-territorial.
La primera elección de alcalde se celebró en 1989, resultando electo Pedro Pablo Vegas, quien se convirtió en el primer mandatario municipal electo por voto popular, marcando el inicio de la gestión democrática local.
Para noviembre del 2014, el ministerio del poder popular para Relaciones Interiores, Justicia y Paz suspenden a la policía municipal de esta localidad según Gaceta Oficial Nro. 40.537, por violar los derechos humanos.

## Geografía

### Límites
- Al norte: con los municipios Baruta, Guaicaipuro y Paz Castillo.
- Al sur: con los municipios Urdaneta y Lander.
- Al este: con los municipios Lander, Bolívar, Independencia y Paz Castillo.
- Al oeste: con los municipios Guaicaipuro y Urdaneta.

### Organización parroquial
| Parroquia       | Superficie | Población    | Densidad        |
| --------------- | ---------- | ------------ | --------------- |
| Charallave      | km²        | 131.222 hab. | hab./km²        |
| Las Brisas      | km²        | 26.187 hab.  | hab./km²        |
| Municipio Rojas | 120 km²    | 157.409 hab. | 980,89 hab./km² |

## Política y gobierno

### Alcaldes
En el municipio ha habido cinco personas que han tenido el cargo de alcalde y siete han sido los períodos consecutivos que ha habido en la alcaldía.
| Período                            | Alcalde           | Partido político / Alianza | % de votos | Notas |
| ---------------------------------- | ----------------- | -------------------------- | ---------- | --- |
| 1989 - 1992                        | Pedro Pablo Vegas | Copei                      | 48,20      | Primer alcalde bajo elecciones directas |
| 1992 - 1995                        | Pedro Pablo Vegas | Copei                      | 45,95      | Reelecto |
| 1995 - 2000                        | Antonio Hernández | Copei                      | -          | Segundo alcalde bajo elecciones directas (se realizaron elecciones generales adelantadas en el 2000 debido a la aprobación de la Constitución de 1999) |
| 2000 - 2004                        | Maricela de Brito | MVR                        | 49,68      | Tercer alcalde bajo elecciones directas |
| 2004 - 2008                        | Maricela de Brito | MVR                        | 49,42      | Reelecta |
| 2008 - 2013                        | Jose Ramírez      | PSUV                       | 49,32      | Cuarto alcalde bajo elecciones directas (se postergan 1 año las elecciones municipales pautadas para finales del 2012)                                 |
| 2013 - 2017                        | José Ramírez      | PSUV                       | 51,78      | Quinto alcalde bajo elecciones directas |
| 2017 - 2021                        | José Ramírez      | PSUV                       | 64,09      | Reelecto |
| 2021 - 2025                        | José Ramírez      | PSUV                       | 45,77      | Reelecto |
| Fuente: Consejo Nacional Electoral |                   |                            |            | |

### Concejo municipal
Periodo 2021 - 2025
| Concejales          | Partido político / Alianza | Partido político / Alianza |
| ------------------- | -------------------------- | -------------------------- |
| Joan Avila          | PSUV                       |                            |
| Alexis Quintero     | PSUV                       |                            |
| Yessica Vargas      | PSUV                       |                            |
| Yngrid Navarros     | PSUV                       |                            |
| José Manuel Laya    | PSUV                       |                            |
| Anthony Laya        | PSUV                       |                            |
| Jennyfer Villamizar | PSUV                       |                            |
| Jorge Torres        | FV                         |                            |
| Felipe Betancourt   | FV                         |                            |